# Jorge Valerga Aráoz

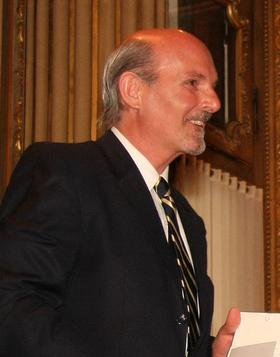
Jorge Valerga Aráoz.

Jorge Valerga Aráoz (n. en 1939) es un abogado y juez argentino que se destacó por haber integrado el tribunal que en 1985 condenó a los militares que gobernaron el país durante la dictadura llamada Proceso de Reorganización Nacional (1976-1983) en el llamado Juicio a las Juntas.

## Biografía
Entre 1984 y 1986 se desempeñó como juez de la Cámara Nacional de Apelaciones en lo Criminal y Correccional de la Capital Federal.
En ese carácter participó del histórico Juicio a las Juntas militares que se realizó en 1985.
En 1987 renunció a su cargo como juez para dedicarse al ejercicio privado de su profesión como abogado. Como abogado defensor se ha desempeñado en algunos casos de interés público, como la defensa del exsecretario de Seguridad de la Nación Enrique Mathov en el juicio por los asesinatos cometidos el día 20 de diciembre de 2001 durante los hechos conocidos como El Cacerolazo que terminaron con la renuncia del presidente De la Rúa.